# Plymsparris
Plymsparris (Asparagus africanus) är en art i familjen sparrisväxter och förekommer naturligt i Sydafrika och Namibia. Arten odlas som rumsväxt i Sverige och används ibland som snittgrönt i buketter.

## Varieteter
Två varieteter kan urskiljas:
- var. africanus
- var. puberulus

## Synonymer
var africanus
Asparagopsis lamarckii Kunth
Asparagus asiaticus var. mitis (A.Rich.) Chiov.
Asparagus gourmacus A.Chev.
Asparagus irregularis Baker
Asparagus mitis A.Rich.
Asparagus sennii Chiov.
Asparagus sidamensis Cufod.
Protasparagus africanus (Lam.) Oberm.
var. puberulus (Baker) Sebsebe
Asparagus pilosus Baker
Asparagus puberulus Baker
Asparagus pubescens Baker
Asparagus shirensis Baker